# 길하라
길하라(1989년 10월 4일 ~ )는 대한민국의 배우이다.

## 학력
- 서울예술대학

## 영화
- 2008년 《고고70》
- 2015년 《그들이 죽었다》
- 2016년 《해어와》

## 앨범
- 2011년 HARASORA Story
- 2011년 넌 내 인생의 기적
- 2011년 바로 너야

## 드라마
- 2016년 《널 만질꺼야》
- 2018년 OCN《보이스 2》김이슬 역 - 손호민 데이트폭력 피해자
- 2022년 티빙 《돼지의 왕》 - 강민을 유혹하는 여자 역